# René Auguste Constantin de Renneville

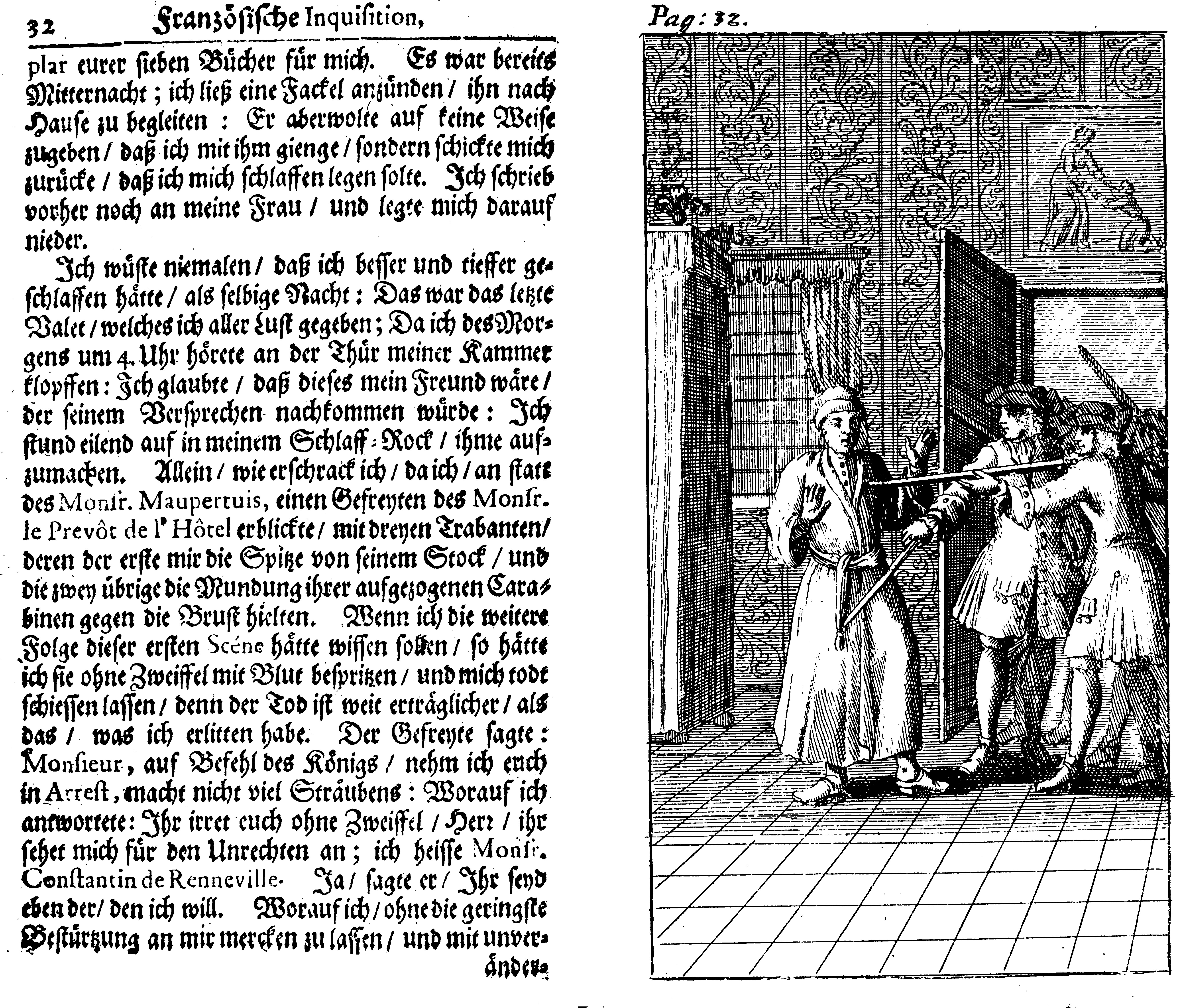
Deutsche Ausgabe von Rennevilles Französischer Inquisition (1715): Verhaftung des Autors.

René Auguste Constantin de Renneville (* 1650; † 1723) war ein französischer Autor und namhafter Gefangener der Bastille.

## Leben
Renneville stammte aus Caen, verließ als reformierter Protestant 1699 Frankreich infolge der Aufhebung des Ediktes von Nantes und siedelte in die Niederlande über. Als er sich 1702 an den französischen Hof zurückbegab, fiel er einer Verleumdungskampagne zum Opfer und wurde ohne Gerichtsverfahren in der Bastille inhaftiert, deren Gefangener er bis 1713 blieb. Eine Reihe von Gedichten dieser Gefangenschaft, von ihm selbst als „Otia bastiliaca“ bezeichnet überlebte auf den Rändern einer Ausgabe der Auteurs déguisés (Paris, 1690), die 1906 von James Tregaski wiederentdeckt wurde.
Renneville wurde auf Intervention der britischen Königin Anne freigelassen. Seine vierbändige Französische Inquisition, den Bericht seiner Gefangenschaft, schrieb er auf Französisch in den folgenden Jahren im Exil. Die Erstveröffentlichung erfolgte in Amsterdam bei Étienne Roger, Band 1, 1715, die Folgebände erschienen 1719. Das Werk wurde Georg I. von Großbritannien gewidmet und erschien nahezu simultan in einer gekürzten englischen Ausgabe in London und in einer illustrierten Ausgabe in Nürnberg. Eine niederländische Übersetzung folgte 1717. Die Publikation ist aus literaturwissenschaftlicher Sicht beachtenswert: Renneville setzt mit ihr den aktuellen Realismus französischer politischer Publizistik in einem romantauglichen Format fort. Die englische Ausgabe wird unter anderem von William Taylor getragen, der vier Jahre später Defoes Robinson Crusoe verlegt, ein Titel, mit dem Renneville in der gewagten Intensität von Schilderungen mithält.
Ende seines Lebens, 1723, war Renneville Major der Artillerie in Diensten des Hessischen Kurfürsten. Von Renneville wurden zudem die zehn Bände des Recueil des voyages qui ont servi a l’établissement de la Compagnie des Indes Orientales aux Provinces Unies herausgegeben.

## Werke
- Cantiques de l’écriture sainte paraphrasés en sonnets (Amsterdam: Étienne Roger, 1703).
- L’inquisition Françoise ou l’histoire de la Bastille. Par Mr. Constantin de Renneville [Band 1] (Amsterdam: E. Roger, 1715).

- [Deutsch:] Entlarvte und jedermann zur Schau dargestellte französische Inquisition, oder: Geschicht der Bastille (1715)
- [Englisch, gekürzt:] The French Inquisition: or, The History of the Bastille in Paris (A. Bell, T. Varnham, J. Osborne, W. Taylor, J. Baker, London 1715).
- [Niederländisch:] Historie van de Bastille of inquisite van Staat in Vrannryk (Amsterdam 1717).

- Psaumes de la Pénitence paraphrasés en sonnets  (La Haye 1715).
- L’inquisition Françoise ou l’histoire de la Bastille. Par Mr. Constantin de Renneville, 4 Bände (E. Roger, Amsterdam 1719).
- L’inquisition françoise: ou, L’histoire de la Bastille (B. Lakeman, Amsterdam / J. & H. Verbeek, Leiden; 1724).
- Supplément à l’histoire de l’inquisition françoise ou de la Bastille (Étienne Roger, Amsterdam 1719).
- Poème en vers libre pour le jour de l’heureuse naissance de S.A.S.M. Charles, Landgrave de Hesse (Cassel 1722).
- Recueil des voiages qui ont servi à l’établissement & aux progrès de la Compagnie des Indes Orientales, formée dans les Provinces-Unies des Païs-Bas (J. F. Bernard, Amsterdam 1725).
- Œuvres spirituelles contenant diverses poésies chrétiennes (Amsterdam 1725).
- Anecdotes bas-normandes, 1724, rééd. par Paul Le Cacheux (Impr. de l’Eure, Évreux 1899).